# Yoko Yoneda
Yoko Yoneda (jap. 米田容子 Yoneda Yoko; ur. 22 listopada 1975 w Ōsaka-Sayama) – japońska pływaczka synchroniczna, dwukrotna medalistka olimpijska (Sydney, Ateny), mistrzyni świata. Jej siostra, Yuko, również jest pływaczką synchroniczną.
W 2000 wystartowała w letnich igrzyskach olimpijskich w Sydney. W ich ramach uczestniczyła w rywalizacji drużyn – zawodniczka uzyskała wynik 98,86 pkt, dzięki któremu otrzymała srebrny medal. Cztery lata później wzięła udział w letnich igrzyskach olimpijskich rozgrywanych w Atenach – w rywalizacji drużyn uzyskała wynik 98,501 pkt dający srebrny medal olimpijski.
W latach 1998–2003 zdobywała medale mistrzostw świata, co uczyniła na czempionatach w Perth (1 srebrny), Fukuoce (1 srebrny) oraz Barcelonie (1 złoty, 1 srebrny).